# Campionato nordamericano maschile di pallavolo 2011
Il XXII campionato nordamericano maschile di pallavolo si è svolto dal 29 agosto al 3 settembre 2011 a Mayagüez, in Porto Rico. Al torneo hanno partecipato 8 squadre nazionali nordamericane e la vittoria finale è andata per la quindicesima volta, la seconda consecutiva, a Cuba.

## Gironi
| Girone A                              | Girone B                                      |
| ------------------------------------- | --------------------------------------------- |
| Canada Messico Porto Rico Saint Lucia | Costa Rica Cuba Trinidad e Tobago Stati Uniti |

## Fase finale

### Finali 1º e 3º posto
|  | Quarti            | Quarti      |                    |                    | Semifinali | Semifinali |  |  | Finale 1º/2º posto | Finale 1º/2º posto |
|  |                   |             |                    |                    |            |            |  |  |                    |                    |
|  |                   |             |                    |                    |            |            |  |  |                    |                    |
|  |                   |             |                    |                    |            |            |  |  |                    |                    |
|  |                   |             |                    |                    |            |            |  |  |                    |                    |
|  |                   |             |                    |                    |            |            |  |  |                    |                    |
|  |                   |             |                    |                    |            |            |  |  |                    |                    |
|  | Canada            | 2           |                    |                    |            |            |  |  |                    |                    |
|  | Canada            | 2           |                    |                    |            |            |  |  |                    |                    |
|  |                   | Cuba        | 3                  |                    |            |            |  |  |                    |                    |
|  | Cuba              | Cuba        | 3                  | 3                  |            |            |  |  |                    |                    |
|  | Cuba              |             |                    | 3                  |            |            |  |  |                    |                    |
|  | Messico           | 0           |                    |                    |            |            |  |  |                    |                    |
|  | Messico           | 0           | Cuba               | 3                  |            |            |  |  |                    |                    |
|  |                   |             | Cuba               | 3                  |            |            |  |  |                    |                    |
|  |                   | Stati Uniti | 2                  |                    |            |            |  |  |                    |                    |
|  |                   | Stati Uniti | 2                  |                    |            |            |  |  |                    |                    |
|  |                   |             |                    |                    |            |            |  |  |                    |                    |
|  |                   |             |                    |                    |            |            |  |  |                    |                    |
|  | Stati Uniti       | 3           | Finale 3º/4º posto | Finale 3º/4º posto |            |            |  |  |                    |                    |
|  | Stati Uniti       | 3           | Finale 3º/4º posto | Finale 3º/4º posto |            |            |  |  |                    |                    |
|  |                   | Porto Rico  | 0                  |                    |            |            |  |  |                    |                    |
|  | Porto Rico        | Porto Rico  | 0                  | 3                  | Canada     | 3          |  |  |                    |                    |
|  | Porto Rico        |             |                    | 3                  | Canada     | 3          |  |  |                    |                    |
|  | Trinidad e Tobago | 0           |                    | Porto Rico         | 0          |            |  |  |                    |                    |
|  | Trinidad e Tobago | 0           |                    |                    | 0          |            |  |  |                    |                    |
|  |                   |             |                    |                    |            |            |  |  |                    |                    |
|  |                   |             |                    |                    |            |            |  |  |                    |                    |

### Finali 5º e 7º posto
|  | Semifinali 5º/8º posto | Semifinali 5º/8º posto | Semifinali 5º/8º posto |         |                   | Finale 5º/6º posto | Finale 5º/6º posto | Finale 5º/6º posto |  |
|  |                        |                        |                        |         |                   |                    |                    |                    |  |
|  | Saint Lucia            | Saint Lucia            | 0                      |         |                   |                    |                    |                    |  |
|  | Saint Lucia            | Saint Lucia            | 0                      |         |                   |                    |                    |                    |  |
|  | Trinidad e Tobago      | Trinidad e Tobago      | 3                      |         |                   |                    |                    |                    |  |
|  | Trinidad e Tobago      | Trinidad e Tobago      | 3                      |         | Trinidad e Tobago | Trinidad e Tobago  | 0                  |                    |  |
|  |                        |                        |                        |         | Trinidad e Tobago | Trinidad e Tobago  | 0                  |                    |  |
|  |                        |                        | Messico                | Messico | 3                 |                    |                    |                    |  |
|  | Costa Rica             | Costa Rica             | Messico                | Messico | 3                 | 0                  |                    |                    |  |
|  | Costa Rica             | Costa Rica             |                        |         |                   | 0                  |                    |                    |  |
|  | Messico                | Messico                | 3                      |         |                   | Finale 7º/8º posto | Finale 7º/8º posto | Finale 7º/8º posto |  |
|  | Messico                | Messico                | 3                      |         |                   |                    |                    |                    |  |
|  |                        |                        |                        |         |                   |                    |                    |                    |  |
|  |                        |                        |                        |         |                   | Saint Lucia        | Saint Lucia        | 0                  |  |
|  |                        |                        |                        |         |                   | Saint Lucia        | Saint Lucia        | 0                  |  |
|  |                        |                        |                        |         |                   | Costa Rica         | Costa Rica         | 3                  |  |

## Podio

### Campione
Formazione: 1 León, 3 Leyva, 4 Perdomo, 5 Macías, 6 Gutiérrez, 7 Camejo, 10 D. Hernández, 12 Bell, 14 Hierrezuelo, 16 Mesa, 18 Díaz, 19 F.  Hernández, CT: Samuels

### Secondo posto
Formazione: 1 Anderson, 2 Rooney, 3 Patak, 4 Lee, 5 Lambourne, 6 Lotman, 9 Millar, 13 Stanley, 14 Hansen, 15 Thornton, 16 Jablonsky, 17 Holt, CT: Knipe

### Terzo posto
Template:Canada maschile pallavolo nordamericano 2011

## Classifica finale
| Classifica | Squadre           | Qualificazione       |
| ---------- | ----------------- | -------------------- |
|            | Cuba              | Coppa del Mondo 2011 |
|            | Stati Uniti       | Coppa del Mondo 2011 |
|            | Canada            |                      |
| 4          | Porto Rico        |                      |
| 5          | Messico           |                      |
| 6          | Trinidad e Tobago |                      |
| 7          | Costa Rica        |                      |
| 8          | Saint Lucia       |                      |